# قانون منابع انرژی تجدید¬پذیر در آلمان

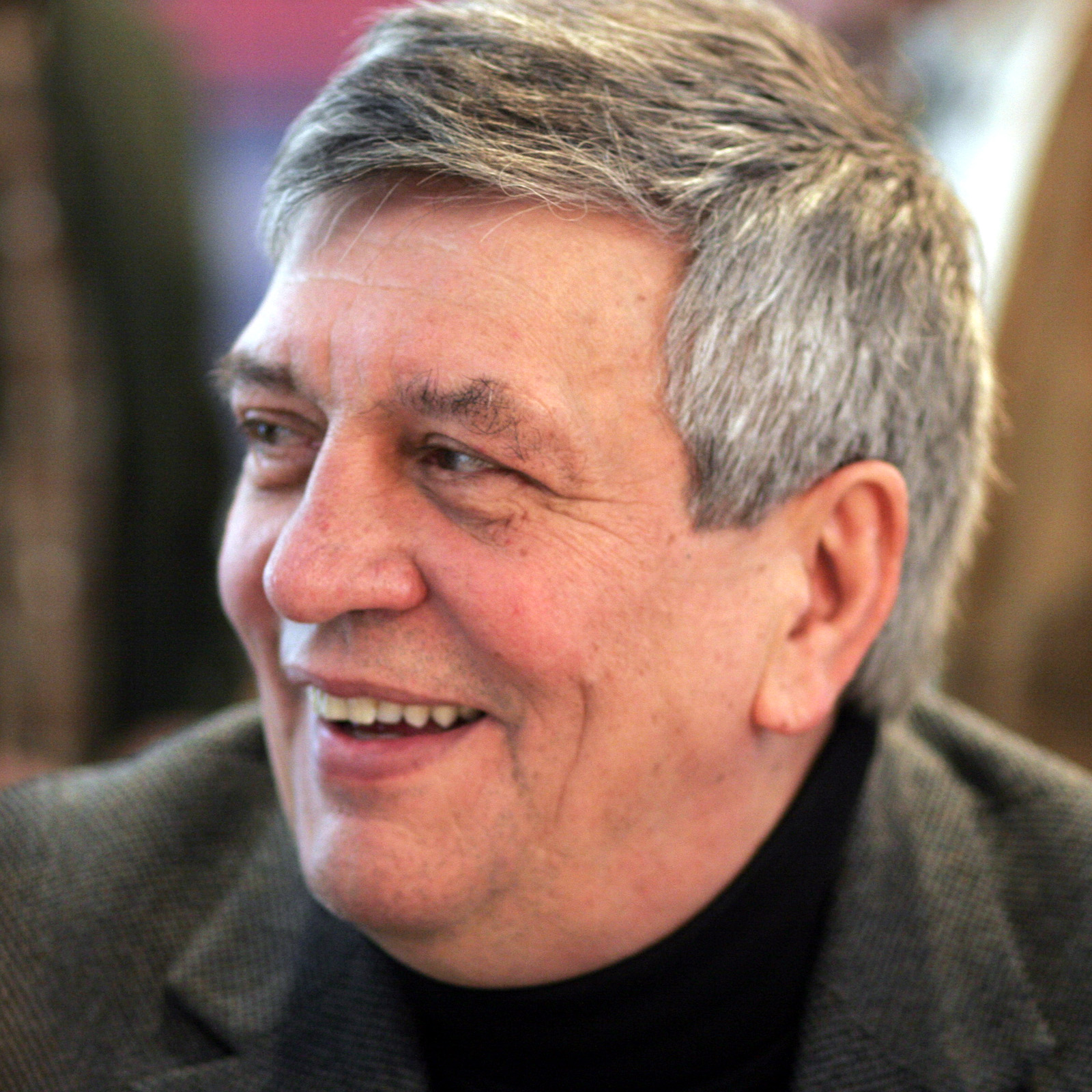
هرمان شیر، نماینده پارلمان آلمان، در سال 1999 با دریافت جایزه Right Livelihood Award در 6 ژانویه 2008 در Bensheim، هسن، آلمان

قانون منابع انرژی تجدیدپذیر به عنوان مجموعهای از قوانین آلمان است که در اصل به سیاست خرید تضمینی برق به عنوان طرحی تشویقی در زمینۀ تولید برق از منابع تجدیدپذیر اشاره میکند. قانون منابع انرژی تجدیدپذیر به نوعی سیستم مزایده را برای اکثر فناوریها تعیین میکرد که نسخۀ فعلی آن در سال (2017) به کار خود پایان داد.
قانون منابع انرژی تجدیدپذیر برای نخستین بار در اول آوریل سال (2000) به اجرا در آمد و چندین مرتبه از آن زمان تاکنون مورد بازبینی قرار گرفته است. قانون اصلی، بسته به نوع فناوری و ابعاد پروژه، اتصال به شبکه، توزیع ترجیحی و تعرفۀ تشویقی دولتی را به مدت 20 سال تضمین میکرد. سرمایۀ این طرح با دریافت هزینۀ اضافی از مصرفکنندگان برق تأمین شد. به طوری که تولیدکنندگان پرمصرف و راهآهنها ملزم به پرداخت 05/0 سِنت به اِزای هر کیلووات.ساعت مصرف برق شدند. در سال (2017)، این هزینۀ مازاد به 88/6 سِنت به ازای هر کیلووات.ساعت مصرف برق افزایش یافت. در مطالعۀ انجام شده در سال (2011)، میانگین تعرفۀ درنظرگرفته شده جهت فروش نهایی برق به مشتریان آلمانی تقریباً 35 سِنت به اِزای هر کیلووات.ساعت برآورد شد  که یکی از گرانترین بهای مصرف انرژی در میان کشورهای جهان است.
«قانون تعرفۀ برق» مصوب (1991) قبل از قانون منابع انرژی تجدیدپذیر و در اول ژانویۀ همان سال لازمالاجرا شد. این قانون، شروع اولین طرح تعرفۀ تشویقی برق سبز در جهان بود . قانون منابع انرژی تجدیدپذیرِ اولیه مبتنی بر جذب سریع نیروی باد و انرژی خورشیدی (فتوولتائیک) بوده و به عنوان  طرحی نوآورانه و موفق در سطح ملّی و جهانی در زمینۀ سیاستگذاری حوزۀ انرژی محسوب میشود. این قانون استفاده از انرژی زیستتوده (مثل تولید همزمان دو نوع انرژی از یک نوع سوخت)، انرژی برق-آبی و زمینگرمایی را هم پوشش میدهد.
بازنگری اساسی قانون منابع انرژی تجدیدپذیر در اول اوت سال (2014) اجرایی شد. تعرفههای خرید تضمینی برق تعیینشده بایستی در آیندۀ نزدیک در مورد بیشتر فناوریها حذف شود. در حال حاضر، مسیرهای توزیع ویژه تعیینکنندۀ نِرخ برق تجدیدپذیر در آینده مشخص شده و میزان بودجه از طریق مزایده و نه صرفاً بواسطۀ دولت تعیین می‌شود. نیروگاهها، برق تولیدی خود را مستقیماً به بازار عرضه میکنند. آنها به منظور جبران تفاوت میان قیمت پیشنهادی خود و متوسط قیمت ماهانۀ بازار برق، مبلغی را به عنوان حق بیمه دریافت میکنند. هزینۀ اضافی قانون منابع انرژی تجدیدپذیر جهت جبران این کَسری صرف میشود. این سیستم جدید به شکل چند-مرحله ای راه اندازی شده و در سال (2014) کار خود را با صفحات خورشیدی زمینی آغاز کرد. در اول ژانویۀ (2017) هم بازنگریهای بیشتری بر روی دیگر بندهای قانون منابع انرژی تجدیدپذیر صورت پذیرفت.
نسخۀ کنونی قانون منابع انرژی تجدیدپذیر به علّت محدودیت در مسیرهای توزیع (به جدول رجوع نمایید) جهت حصول اهداف بلندمدت آلمان در کاهش تغییرات اقلیمی مخصوصاً با توجه به احتمال برقی کردن ناوگان حمل و نقل عمومی مورد انتقاد قرار گرفته است. هدف دولت این است که تا سال (2050)، سهم انرژیهای تجدیدپذیر در تولید برق به حداقل 80 درصد برسد.
هزینۀ مازاد (یا مالیات) حاصل از قانون منابع انرژی تجدیدپذیر در قبوض برق مصرف کنندگان حذف شد که موضوعی بسیار بحث‌برانگیز هم بود. اجرای این قانون از اول جولای (2020) آغاز شد. بنابراین انتظار میرفت که هر خانوار آلمانی سالیانه به طور متوسط در حدود 2000 یورو پس‌انداز کند. در حال حاضر، تأمین تعهدات پرداخت از مسیر درآمد حاصل از کاهش انتشار گازهای گلخانهای و بودجۀ فدرال صورت میگیرد.

## پیش زمینه
قانون منابع انرژی تجدیدپذیر به عنوان قانونی پیشتاز (در خِلال سال‌های (2001) تا (2014)) و همتای پیشین آن یعنی قانون تعرفه برق (در فاصلۀ میان سال‌های (1991) تا (2001)) به عنوان سیاست‌های خرید تضمینی برق و راهکارهایی جهت تسریع در پذیرش تکنولوژی‌های انرژی تجدیدپذیر محسوب می‌شدند. چنین طرحهایی برپایۀ هزینه تکنولوژی مدنظر موجب ارائه قراردادهای درازمدتی به تولیدکنندگان انرژی تجدیدپذیر شده و در آن به تضمین اتصال به شبکه و توزیع ترجیحی هم توجه شده است.